# トトゥム・プロ・パルテ
トトゥム・プロ・パルテ（totum pro parte、複数形：tota pro partibus）は、ラテン語で「the whole for a part（一部に代わるものとして受け取られる全体）」を意味する。換喩の一種。対義語はパルス・プロ・トト。

## 地理
広い地域の地名は時に、厳密な範囲を逸脱し、より小さな地域を指すために使用されることがある。
- 本来「アメリカ」は北アメリカと南アメリカの両方を包含するが、単に「アメリカ合衆国」を指すことが多い。
- 東アジア、南アジア、東南アジアなどを区別せずにざっくばらんに「アジア」と表現することも多い（面白いことに「アジア」という語自体がパルス・プロ・トトとも見なせる。元来、「アジア」とは「アジア・マイナー」、つまり今のアナトリア半島を指す語であったからである）。
- 1970 年代以降の「中華人民共和国」と「中華民国」をどちらも「中国」と表現することがある。
- コンゴ共和国またはコンゴ民主共和国を「コンゴ」と地域名で呼ぶことがある。
- EUとしての「ヨーロッパ」
- 「ドイツ」という語は冷戦時代における西ドイツを指すことが多い。
- アイルランド共和国に対する「アイルランド」(北アイルランドを除く場合が多い)
- 北マケドニア共和国に対する「マケドニア」 (マケドニア名称論争を参照)
- ミクロネシア連邦に対する「ミクロネシア」
- 北アイルランドに対する「アルスター」
- 「イエメン」は「北イエメン」に対してよく使われる。

## その他の例
- 「飲む」という動詞は「酒類を飲むこと」に限って使われることもある。文脈に応じて、「液体を喉へ流し込む」という定義に沿った意味を表すのか、そうでないのか判断される。（例：「彼は飲みすぎで倒れた」なら飲酒、「喉が渇いたんだけど、何か飲む物はある？」なら喉を潤す液体全般について言及していると判断できる)
- 「インターネット」という語は大抵「World Wide Web (WWW)」を指し示す。(「コンピュータ・ネットワーク」を意味する「インターネット」は、「WWW」とは異なる概念。「WWW」自体はインターネットを介してアクセスする「ハイパーテキスト・ドキュメント」のネットワークに過ぎない。）
- 「イタリアがドイツに勝った」「日本がゴールを決めた」など、スポーツでは、選手や代表、チームがしばしば都市、国、組織などの名称に置き換えられて呼ばれる。
- 単に「サマーシーズン」と言うときは、多くの場合、夏休みの期間だけを意味し(場所によっては 6 週間から 2 ～ 3 か月)、必ずしも夏全体を意味するわけではない。